# 第10独立特殊任務旅団 (ロシア陸軍)
第10独立特殊任務旅団（10-я отдельная бригада специального назначения；略称10 обрСпН）は、ロシア陸軍の旅団級特殊部隊。
ソビエト軍時代の原隊は、ソビエト連邦の崩壊の際にオデッサ軍管区に駐屯していたため、ウクライナ軍に編入された（2023年現在は、ウクライナ特殊作戦軍隷下の第3独立特殊任務連隊）。ロシア連邦軍の部隊としては、2003年5月に再編成された。

## 歴史

### ソ連軍
- 1962年10月4日：スタールイ・クルィム市において、第10独立特殊任務旅団編成
- 1964年4月24日：軍旗授与
- 1967年：オデッサ軍管区司令官により、第1支隊に名誉称号「十月革命50周年」が授与される。
- 1979年～1987年：オデッサ軍管区軍事会議の持ち回り赤旗を授与
- 1987年：狙撃術において、ソ連軍最良部隊と認められる。
- 1990年：スペツナズ競技会において第1位を占める。

1991年10月11日、ウクライナ軍に編入。1998年6月、第1独立特殊任務連隊に改編。2000年9月1日、第3独立特殊任務連隊（軍部隊A-0680）に改称。

### ロシア連邦軍
- 2003年5月1日：クラスノダール郊外のモリキノ村において、第10独立特殊任務旅団が再編成される。

## 編制
- 第104独立特殊任務支隊
- 第107独立特殊任務支隊（軍部隊55005）
- 第551独立特殊任務支隊

## 歴代旅団長
| 職名   | 就任年          | 氏名                 | 階級 |
| ------ | --------------- | -------------------- | ---- |
| 旅団長 | 1963年 - 1965年 | A.ポポフ             | 大佐 |
| 旅団長 | 1965年 - 1971年 | N.コチェトコフ       | 大佐 |
| 旅団長 | 1971年 - 1973年 | V.トィシュケヴィッチ | 中佐 |
| 旅団長 | 1973年 - 1978年 | N.エレメンコ         | 中佐 |
| 旅団長 | 1978年 - 1983年 | Yu.スタロフ          | 大佐 |
| 旅団長 | 1983年 - 1988年 | A.イリイン           | 大佐 |
| 旅団長 | 1988年 - 1992年 | Yu.レンデリ          | 大佐 |
| 旅団長 | 1992年 - 1996年 | I.ヤクベツ           | 大佐 |
| 旅団長 | 1996年 - 1997年 | S.ドクチャエフ       | 大佐 |
| 旅団長 | 1997年 - 2000年 | V.ギルビッチ         | 大佐 |
| 旅団長 | 2000年 - 2004年 | G.メジュエフ         | 大佐 |